# Ghelendjik, Vilneansk
Ghelendjik (în ucraineană Геленджик) este un sat în comuna Antonivka din raionul Vilneansk, regiunea Zaporijjea, Ucraina.

## Demografie
Componența lingvistică a localității Ghelendjik
     Ucraineană (93,02%)
     Rusă (4,65%)
     Belarusă (1,16%)
Conform recensământului din 2001, majoritatea populației localității Ghelendjik era vorbitoare de ucraineană (93,02%), existând în minoritate și vorbitori de rusă (4,65%) și belarusă (1,16%).